# سعید مطلبی
سعید مطلبی (زادهٔ ۸ اردیبهشت ۱۳۲۱) کارگردان و فیلم‌نامه‌نویس اهل ایران است.

## زندگی
سعید مطلبی ۸ اردیبهشت ۱۳۲۱ در تهران به دنیا آمد. پدر و مادر وی زنجانی بودند. زمانی که مطلبی شش ماهه بود، خانوادۀ وی به تهران نقل‌مکان کردند. پدرش کارمند وزارت دارایی بود و در دوره‌ای، ریاست بخش املاک مزروعی را بر عهده داشت.

## آثار

### کارگردان
- پنجمین سوار سرنوشت (۱۳۵۹)
- کلک نزن خوشگله (۱۳۵۵)
- پلنگ در شب (۱۳۵۴)
- عمو فوتبالی (۱۳۵۴)
- صلات ظهر (۱۳۵۳)
- ناجورها (۱۳۵۳)
- سرگروهبان (۱۳۵۱)
- عاصی (۱۳۵۱)
- میعادگاه خشم (۱۳۵۰)
- کوچه مردها (۱۳۴۹)

### نویسنده
مجموعه تلویزیونی
- سریال یاور (۱۴۰۰)
- سریال ستایش (فصل سوم): ۲۲ شهریور ۱۳۹۸
- سریال ماه و پلنگ (۱۳۹۵)
- سریال ستایش (فصل دوم): از ۲۷ دی ۱۳۹۲ تا ۲۴ مرداد ۱۳۹۳
- سریال ستایش (فصل اول): از ۱۲ آذر ماه ۱۳۸۹ تا ۶ آبان ۱۳۹۰

فیلم سینمایی
- محاکمه (۱۳۸۵)
- گالان (۱۳۶۹)
- برزخی‌ها (۱۳۶۱)
- دادا (۱۳۶۱)
- پنجمین سوار سرنوشت (۱۳۵۹)
- برادر کشی (۱۳۵۷)
- پشت و خنجر (۱۳۵۶)
- حکم تیر (۱۳۵۶)
- دو کله‌شق (۱۳۵۶)
- سرسپرده (۱۳۵۶)
- همراهان (۱۳۵۶)
- یکی خوش‌صدا یکی خوش‌دست (۱۳۵۶)
- بت (۱۳۵۵)
- بی‌نشان (۱۳۵۵)
- پسرک (۱۳۵۵)
- پلنگ در شب (۱۳۵۴)
- دو آقای باشخصیت (۱۳۵۴)
- شرف (۱۳۵۴)
- عمو فوتبالی (۱۳۵۴)
- قسم (۱۳۵۴)
- ترکمن (۱۳۵۳)
- صلات ظهر (۱۳۵۳)
- بیقرار (۱۳۵۲)
- بیگانه (۱۳۵۲)
- نامحرم (۱۳۵۲)
- استوار و پاسبان (۱۳۵۱)
- حسن دینامیت (۱۳۵۱)
- برای که قلب‌ها می‌تپد (۱۳۵۰)
- مرد هزار لبخند (۱۳۵۰)
- میعادگاه خشم (۱۳۵۰)
- نقره داغ (۱۳۵۰)
- همای سعادت (۱۳۵۰)
- مردی از جنوب شهر (۱۳۴۹)
- دور دنیا با جیب خالی (۱۳۴۹)
- سکه شانس (۱۳۴۹)
- دنیای پرامید (۱۳۴۸)
- رابطه (۱۳۴۸)
- قصر زرین (۱۳۴۸)
- معجزه قلب‌ها (۱۳۴۸)
- بسترهای جداگانه (۱۳۴۷)
- چرخ بازیگر (۱۳۴۷)
- رودخانه وحشی (۱۳۴۷)

### تدوین
- تاراج (۱۳۶۳)